# Drženice
Drženice (in ungherese Derzsenye) è un comune della Slovacchia facente parte del distretto di Levice, nella regione di Nitra.